# Богданов, Сергей Яковлевич (хоккеист)
Сергей Яковлевич Богданов (1925 — 20 апреля 1983) — советский хоккеист, защитник. Мастер спорта СССР.

## Биография
В сезонах 1948/49 — 1949/50 играл в команде второй группы ОДО Рига. В сезонах 1953/54 (или 1952/53) — 1960/61 (кроме сезона 1958/59) выступал в классе «А» за команду «Даугава» / «Даугава-РВЗ» / «Вагоностроитель» Рига. Дальнейшая судьба неизвестна.